# 桅杆路
42°53′17.7″N 0°33′38″W / 42.888250°N 0.56056°W

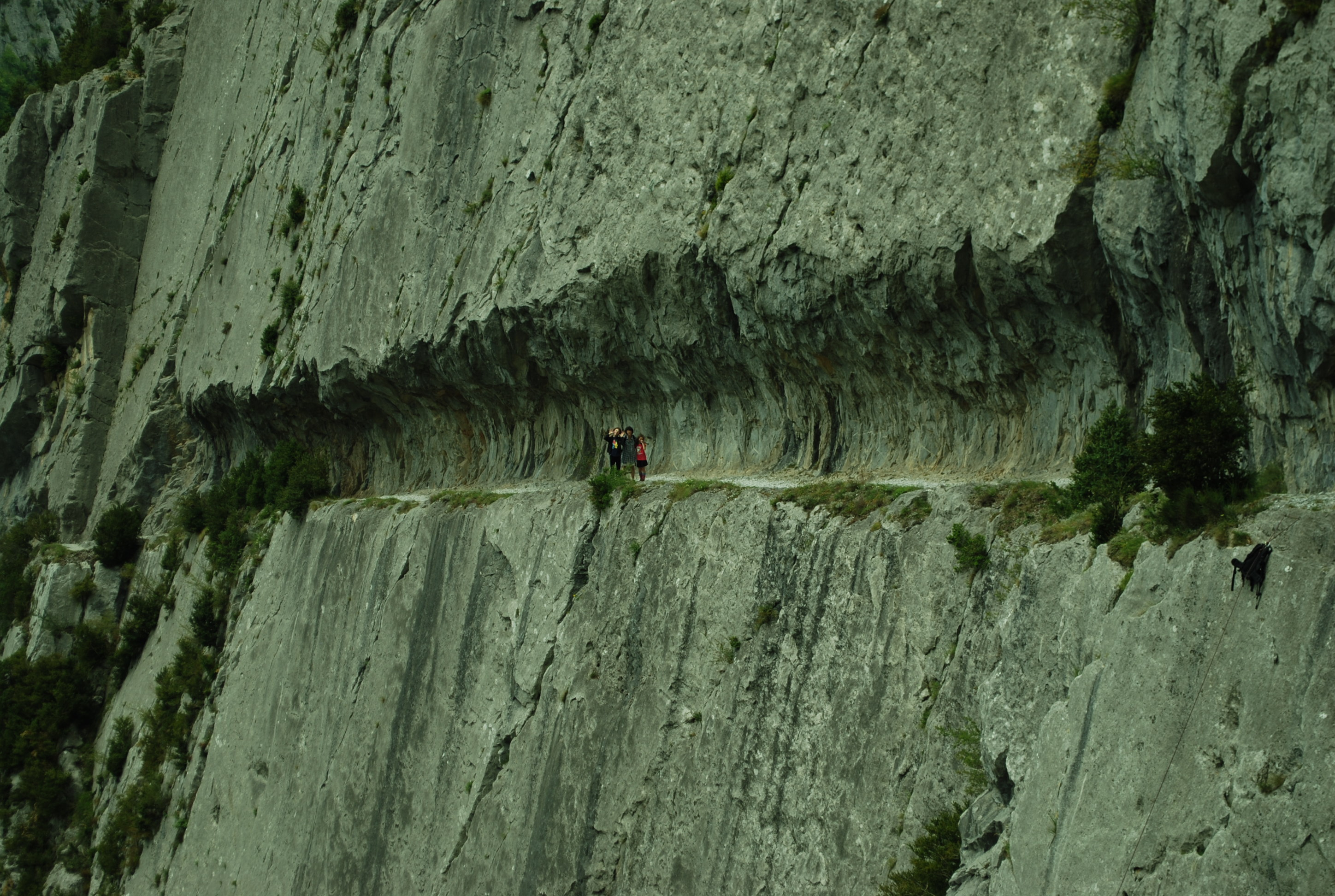
桅杆路

桅杆路（Chemin de la Mâture）是法国比利牛斯山脉的一條山路，这条路完全是在岩石壁上开凿出来的，全长1200米，位於阿斯普河200米之上的位置。工程师保罗-玛丽·勒鲁瓦负责开凿这条路，道路于1772年完工。桅杆路的开凿之後，人們就可以將森林中砍伐的木材運輸至別處，而木材的用途则是用來建造法国海军舰船。后来桅杆路被并入GR10步道，后者是比利牛斯山脉上的一条長距離遠足徑（长866公里），一端是大西洋，另一端是地中海。
桅杆路位于大西洋比利牛斯省的埃措特附近，站在路上能俯瞰建在其下岩壁上的波塔莱要塞，攀岩爱好者都喜欢这条路。